# Chakram
Ne doit pas être confondu avec Chakra ou le film Chakram (en)

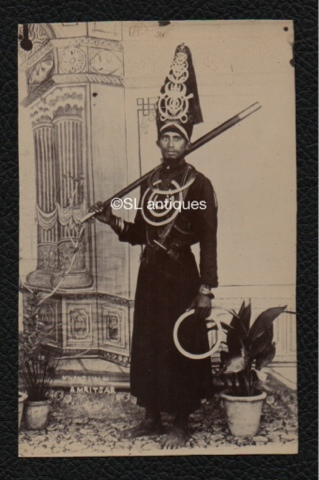
Photo d'un Sikh Akali-Nihang à Amritsar, vers 1900, portant un "dastar bunga" (turban) décoré avec plusieurs cercles d'acier, et portant autour de son cou un assortiment de chakrams, l'une des armes favorites des guerriers Akalis.

Le chakram (en devanāgarī : चक्रं), ou chakkar, chacar, chakra, ou chacra, est une arme qui était utilisée en Inde ; principalement par les sikhs, notamment par l'ordre des Nihang. C'est un anneau plat avec un côté tranchant, d'un diamètre de 5 à 12 pouces (13 à 30 cm), d'une largeur de 0,5 à 1,5 pouces (1 à 3 cm). Sa portée effective est de 40 à 50 mètres. Grâce à sa forme aérodynamique, il était peu dévié par le vent. Le chakram peut être lancé tout comme un frisbee moderne, une autre méthode consiste à le faire tourner horizontalement autour de l'index. L'arme peut être destinée à distraire l'ennemi afin de prendre une meilleure position tactique ou d'utiliser une arme plus efficace. Les guerriers sikhs utilisant le chakram pouvaient transporter celui-ci sur leur turban.
Le mot vient du sanskrit et signifie « rond », cercle ou roue. Les références les plus anciennes au chakram se trouvent dans le Ramayana et le Mahābhārata en tant que l'arme de prédilection de Vishnou.
Le chakarani, une arme similaire de la tribu Jubba en Afrique centrale, est nommée d'après le chakram.

## Le chakram en fiction

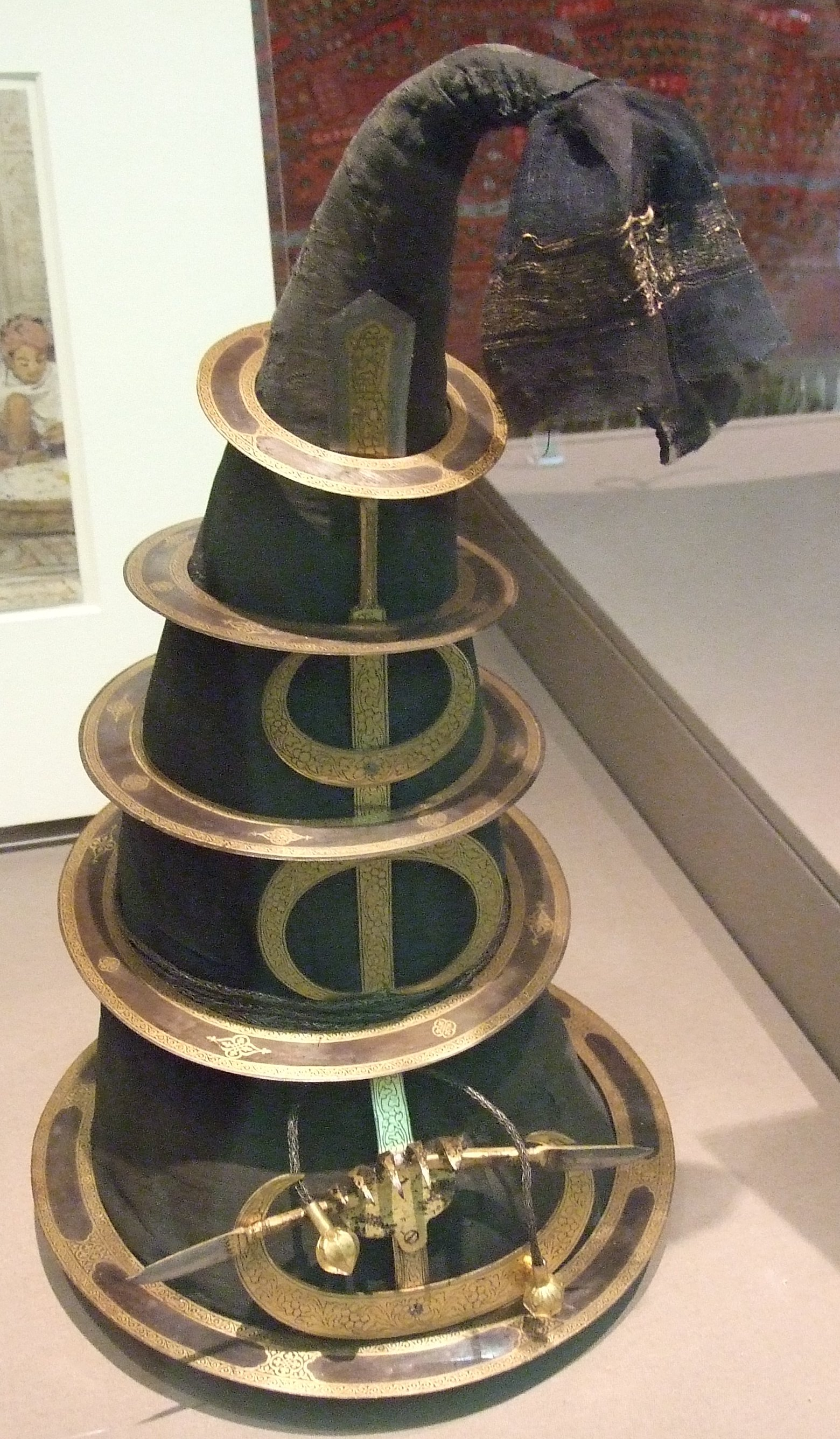
Turban nihang, ou dastar bungga.

### Littérature
- Dans la saga Raphaël de R.J.P Toreille, le personnage de Bella possède une arme qui est un cerceau boomerang, semblant être inspiré du chakram, qui lui sert de défense et de diversion.
- Dans la saga The Mortal Instruments le chakram (alors appelé chakhram) est l'arme de prédilection d'Hodge.

### Cinéma
- Dans Tron, les combattants de l'arène où le MCP envoie les programmes qui lui sont rebelles utilisent des sortes de chakrams pour se battre.
  - Dans le second volet, les programmes présents dans l'ordinateur utilisent normalement des espèces de chakrams appelés disques d'identification, contenant notamment leur code source, et avec lesquels ils peuvent se battre.
- Le personnage de Nakia dans Black Panther manie deux chakrams.
- Dans Kesari (en), l'officier sikh interprété par Akshay Kumar utilise son chakram pour combattre les assaillants Afghans.

### Télévision

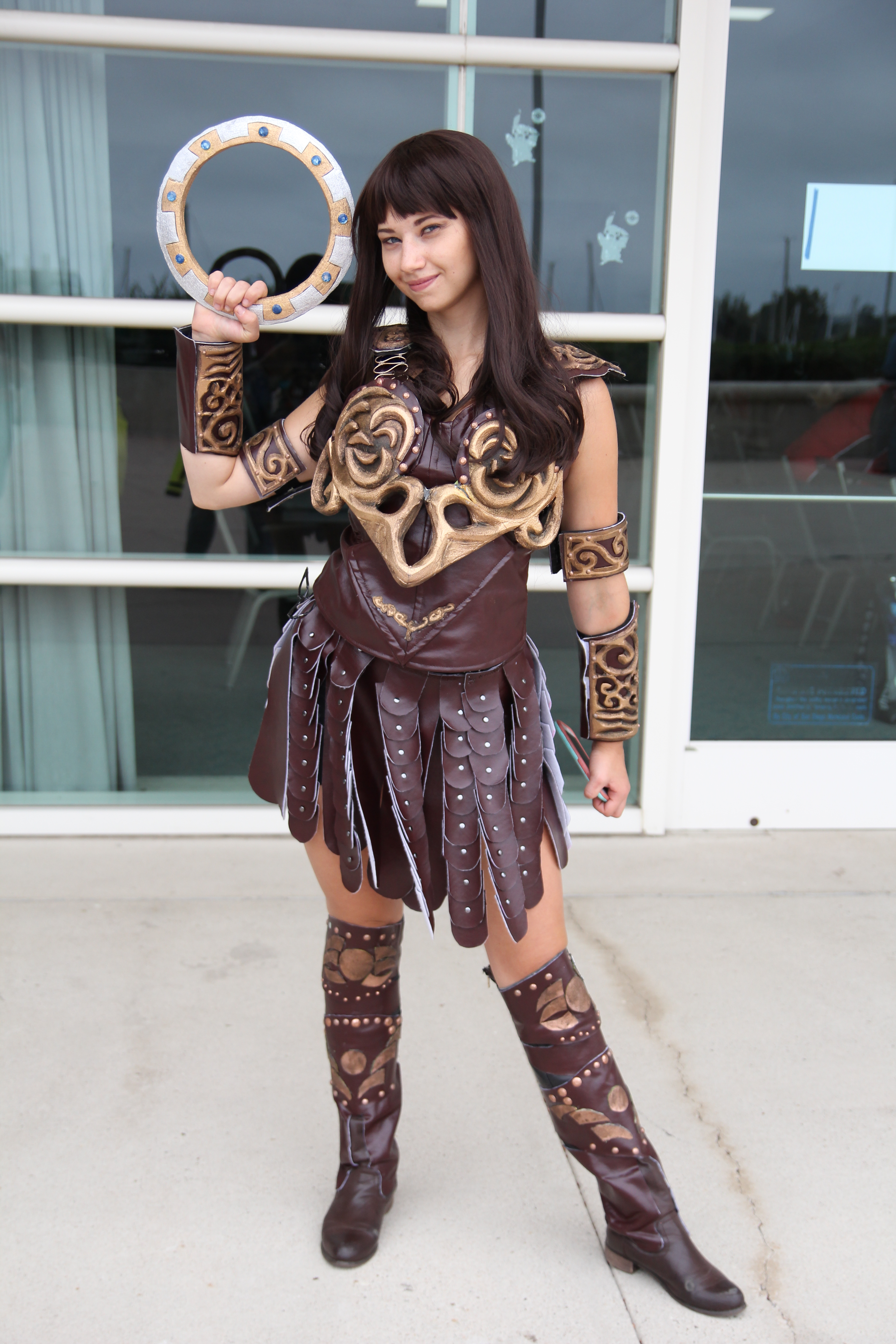
Cosplayeuse de Xena la guerrière tenant un chakram.

- Il s'agit de l'arme de prédilection de Xena dans la série éponyme.

### Jeu vidéo
L'arme est présente dans de nombreux jeux vidéos :
- Summoners War : apparue le 15 Mars 2018, la Danseuse aux Chakrams utilise une paire de chakrams. Sous forme éveillée et selon l'élément du personnage, elle acquiert un prénom unique et distinct.
- Black Desert Online : la classe Kunoichi peut utiliser des chakrams en tant qu'arme « awakening ».
- Soulcalibur : le personnage de Tira possède un chakram capable d'absorber les âmes pour l'épée Soul Edge.
- Kingdom Hearts : le personnage d'Axel se bat avec deux chakrams.
- Diablo III : une des aptitudes de la chasseuse de démon.
- Tales of Symphonia : le personnage de Colette Brunel se bat avec une paire de chakrams.
- Metin2 : la race des ninjas peut utiliser des chakrams, entre autres armes.
- Les Royaumes d'Amalur : Reckoning : les magiciens peuvent utiliser des chakrams qui sont associés à des énergies élémentaires (feu, électricité, etc.).
- Dynasty Warriors : le personnage de Sun Shang Xiang se bat avec deux chakrams.
- Suikoden V : le personnage de Sialeeds a pour arme deux chakrams.
- Secret of Mana : le chakram est une amélioration du boomerang de l'elfe (à l'aide de sphères d'arme).
- Baten Kaitos : Les Ailes éternelles et l'Océan perdu : le personnage de Mizuti utilise un chakram pour certaines attaques.
- Tron: Evolution : les programmes présents dans l'ordinateur utilisent normalement des espèces de chakrams appelés disques d'identification, contenant notamment leur code source, et avec lesquels ils peuvent se battre.
- Kid Icarus: Uprising : l'arme « Satellites Solice » projette des chakrams pendant son tir continu.
- Star Gladiator: I - Final Crusade : le personnage June Lin Milliam se bat avec un chakram laser.
- Eternal Darkness: Sanity's Requiem : le chakram est l'arme de jet de Karim.
- Arcanum : Engrenages et Sortilèges : des chakrams sont présents, l'un d'eux ayant même un rôle dans une quête.
- Drakengard 3 : les personnages de Zero et Octa se battent respectivement avec un et deux chakrams.
- Castlevania : certains opus permettent au joueur de se battre avec des chakrams, de faible puissance mais permettant d'attaquer à distance en continu.
- Archlord : l'arme de prédilection des elfes lunaires élémentalistes.
- Rocket League : il existe des roues nommés Chakram, ce dernier étant uniquement obtenu au hasard dans des caisses.
- World of Warcraft : l'extension Warlords of Draenor présente la race des Arakkoas, utilisant des chakrams comme arme offensive et défensive.
- Awesomenauts : le personnage de Qi'Tara utilise un chakram pour se battre et se téléporter.
- League of Legends :c'est l'une des cinq armes d'Aphelios.
- Paladins : Champions du Royaume : l'arme principale de Tiberius.
- Final Fantasy XIV : l’arme du job de Danseur.
- Final Fantasy VIII : le personnage de Fujin utilise un chakram stylisé comme arme de combat.
- Terraria : il est possible de fabriquer un chakram épineux, permettant d'attaquer ses adversaires à distance.
- Age of Empires II: Definitive Edition : l'extension Dynasties of India introduit la civilisation des gurjaras, capable d’entraîner des lanceurs de chakram dont le projectile inflige des dégâts aux unités ennemis se trouvant sur sa trajectoire.
- God of War (2018) : certaines Valkyries sont équipées d'armes semblables à des chakrams.
- The Case of the golden idol: dans un tableau de l'histoire The spider of Lanka, l'un des personnages se bat avec des chakram, les personnages de Lanka étant inspirés de cultures indiennes et sri lankaises.
- Skylanders : dans la saga Skylanders, le Skylander Freeze Blade (apparue pour la première fois dans Skylanders Swap Force) utilise des chakram en glace.

### Mangas
- Dans One Piece d'Eiichiro Oda, Jango (un subordonné de Crow) se bat avec plusieurs chakrams.
- Dans Saint Seiya Omega, un Pallasin de deuxième rang se nomme Europe des Chakrams et utilise ces armes pour se battre.
- Dans Bleach, l'arrancar Apache se bat avec des sortes de chakrams hérissés de pointes.
- Dans Crying Freeman, l'OAV 3, Shikebaro bras droit de Jigon, de la défense africaine est maître dans l'utilisation du chakram.
- Dans Berserk, le guerrier kushan Shihat utilise avec habileté des chakrams comme arme à distance.
- Dans The Arms Peddler, dans le tome 7, l'assassin Sizzla utilise des chakrams comme arme principale.
- Dans Sword Gai, l'un des personnages utilise des chakrams fait à partir de lumière.